# Muereasca
Muereasca – wieś w Rumunii, w okręgu Vâlcea, w gminie Muereasca. W 2011 roku liczyła 581 mieszkańców.